# 漢墨斯密站 (漢墨斯密及都市線和環狀線)
漢墨斯密站（英語：Hammersmith tube station）是英國倫敦地鐵漢墨斯密及都市線的西面總站。本站位於分區2。距離同名但不同線的車站不遠，可由付費區外轉乘站方式搭乘區域線及皮卡迪利線。
1868年12月1日開設了現時位於Beadon Road的車站，用以取代於1864年6月13日開幕的舊站，原來的車站較現時的漢默史密斯站為北，原本的車站是為了連接已從帕丁頓站伸延的漢墨斯密及都市線。
自2009年12月13日起，環狀線亦伸延至此站。

## 外部連結
- 倫敦交通局相片集
  - 1933年的漢默史密斯站
  - 2001年的漢默史密斯站[永久]
  - 2001年的漢默史密斯站售票大堂[永久]